# Wińsko (gmina)
Pour la localité, voir Wińsko.
Wińsko est une gmina rurale du powiat de Wołów, Basse-Silésie, dans le sud-ouest de la Pologne. Son siège est le village de Wińsko, qui se situe environ 14 km au nord de Wołów, et 48 km au nord-ouest de la capitale régionale Wrocław.
La gmina couvre une superficie de 249,54 km2 pour une population de 8 658 habitants.

## Géographie
La gmina est bordée par les gminy de Jerzmanowice-Przeginia, Olkusz, Skała et Trzyciąż.
La gmina contient les villages d'Aleksandrowice, Baszyn, Białawy Małe, Białawy Wielkie, Białków, Boraszyce Małe, Boraszyce Wielkie, Brzózka, Budków, Buszkowice Małe, Chwałkowice, Czaplice, Dąbie, Domanice, Głębowice, Gołaszów, Gryżyce, Grzeszyn, Iwno, Jakubikowice, Kleszczowice, Konary, Kozowo, Krzelów, Łazy, Małowice, Młoty, Moczydlnica Klasztorna, Morzyna, Mysłoszów, Naroków, Orzeszków, Piskorzyna, Przyborów, Rajczyn, Rogów Wołowski, Rogówek, Rudawa, Słup, Smogorzów Wielki, Smogorzówek, Staszowice, Stryjno, Trzcinica Wołowska, Turzany, Węglewo, Węgrzce, Wińsko, Wrzeszów et Wyszęcice.